# Садиба на вулиці Студентська, 5
Будинок на вулиці Студентська, 5 — історичний будинок у Шевченківському районі міста Києва, місцевість Лук'янівка.

## Історія
В кінці XIX століття на території садиби був збудований двоповерховий дерев'яний будинок. Садиба належала відомому українофобу П. Ясногорському. Новий власник С. Поскрипка розширив садибу, побудував флігель. Головний будинок обклали цеглою і декорували в модернізованих формах історизму.

### Головний будинок
Двоповерховий, дерев'яний, обкладений цеглою, на червоній лінії забудови. Має прямокутний плані та вхід у центрі головного фасаду. На симетричному фасаді дев'ять вікон. Дах вальмовий, покриття бляшане.
Оздоблений у цегляному стилі з елементами неоренесансу. На фасаді є міжповерхова тяга, карниз на цегляних модульйонах, міжвіконні лізени, пілястри на другому поверсі з боку вулиці. Вікна з боку вулиці з замковими каменями й підвіконними нішками, що оформлені зубцями, дворові вікна мають профільовані підвіконні полички. Портал головного входу з архівольтом, що спирається на бічні пілони. У тимпані архівольта над входом є декоративна розетка.

### Флігель (№5-а)
Розміщувався паралельно головному будинку. Двоповерховий, цегляний, пофарбований, з цокольним напівповерхом, що переходив у повний поверх через перепад рельєфу. Дах вальмовий з бляшаним покриттям. Декорований у модернізованих формах історизму. Всі фасади флігеля архітектурно оформлені: лінія цоколю чітко відбита, мають вінцевий карниз на цегляних кронштейнах. Вікна з клинчастими перемичками та замковими каменями, на головному фасаді з верхніми наріжними виступами, на тильному фасаді з підвіконними поличками. Центральна частина з трьома вікнами та фланги фасаду підкреслено канелюрованими пілястрами заввишки у два поверхи. Вхід був зроблений у вигляді порталу з трикутним фронтоном та кам'яними сходинками. Над фронтоном було помітне декоративне модерністичне коло, позначене контурними цеглинами. Між першим і другим поверхом фасадів проходив пояс поребрика.
Ця споруда знищена. Замість неї зараз знаходиться семиповерховий офісний центр.

## Галерея

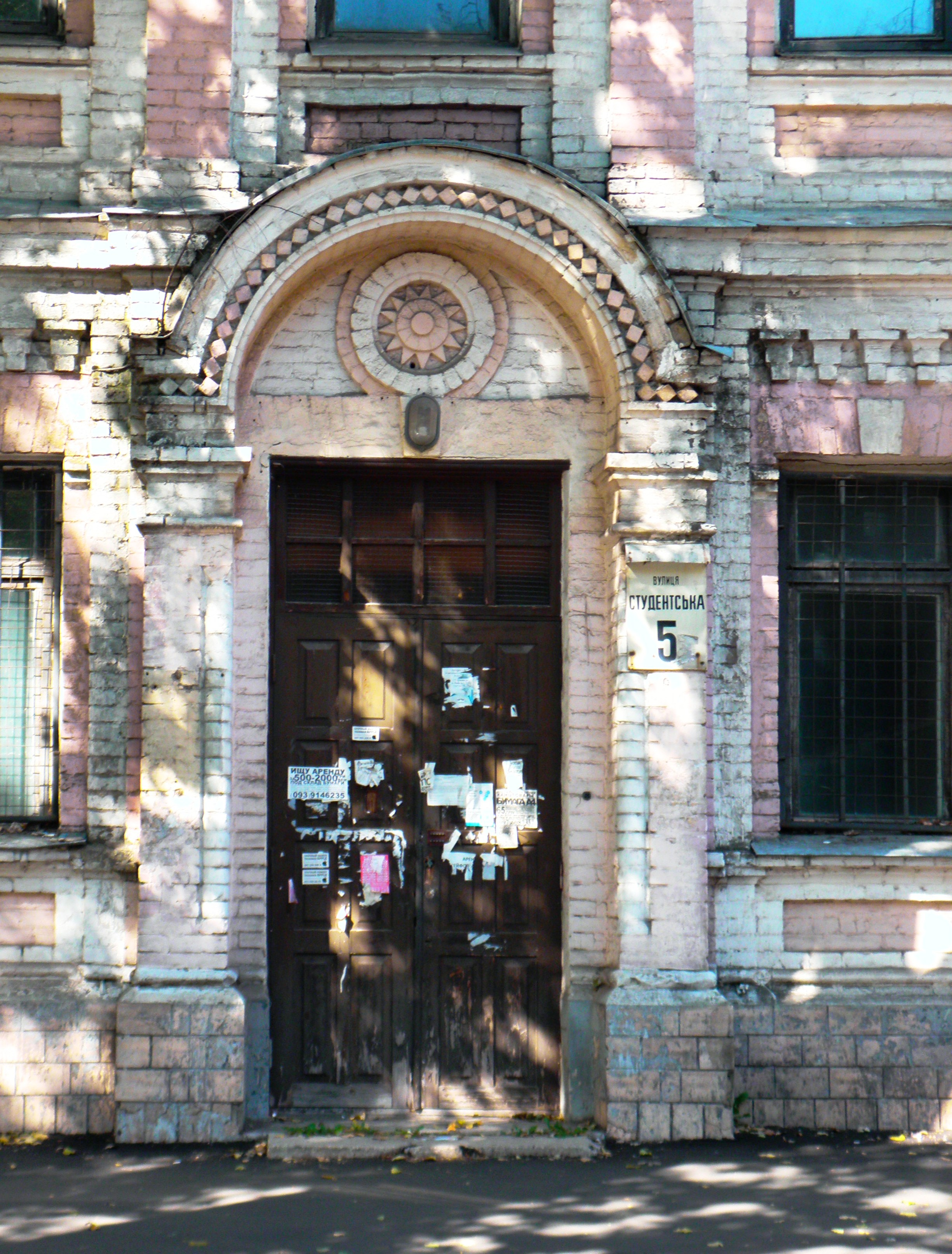
Вхід